# Svjedok (1985.)
Svjedok (eng. Witness) je američki triler iz 1985. godine kojeg je režirao Peter Weir, a u kojem su glavne uloge ostvarili Harrison Ford i Kelly McGillis. Priča filma koju su napisali William Kelley, Pamela Wallace i Earl W. Wallace prati detektiva koji pokušava zaštiti mladog dječaka Amiša koji postaje meta nemilosrdnog ubojice nakon što svjedoči ubojstvu u Philadelphiji. 
Film Svjedok nominiran je u osam kategorija za prestižnu filmsku nagradu Oscar od kojih je osvojio dvije: za najbolji originalni scenarij i najbolju montažu. Također je nominiran i u sedam kategorija za britansku nagradu BAFTA (osvojio jednu - za najbolju originalnu glazbu) te u šest kategorija za filmsku nagradu Zlatni globus. Svjedok je također poznat i po tome što je svoju prvu filmsku ulogu u njemu odigrala buduća zvijezda Viggo Mortensen.

## Radnja
Rachel Lapp (Kelly McGillis), mlada amiška udovica i njezin 8-godišnji sin Samuel (Lukas Haas) putuju vlakom u posjet Rachelinoj sestri. Na stanici u 30. ulici u Philadelphiji, Samuel slučajno vidi kako dvojica muškarca brutalno ubijaju trećeg. Kapetan John Book (Harrison Ford) je policajac koji mora istražiti slučaj.
Samuel je svjedok ubojstva nožem koje se dogodilo u zahodu, a ubojicama je pobjegao skrivajući se u pregradi WC-a. Book i njegov partner, narednik Eldon Carter (Brent Jennings) ispituju Samuela. On ne može identificirati počinitelje s policijskih fotografija, ali u stanici opazi novinarski članak sa slikom policajca Jamesa McFeeja (Danny Glover) te ga prepozna kao jednog od ubojica. Book se u tom trenutku prisjeti da je upravo McFee bio odgovoran za drogerašku raciju nakon koje je misteriozno nestao dokaz iz policijskog odjela. 
Book ispriča svoje sumnje svom nadređenom, kapetanu Paulu Schaefferu (Josef Sommer) koji savjetuje Booka da zataji cijeli slučaj kako bi njih dvojica samostalno odlučili što će dalje. Nakon što se Book vrati kući, u parkirnoj garaži presretne ga McFee te ga u pucnjavi rani prije nego uspije pobjeći. Budući da je za cijeli slučaj rekao samo Schaefferu, Book shvaća da je vjerojatno on upozorio McFeeja te da je i on također korumpiran. 
Book zove Cartera i naređuje mu da ukloni dosje Lappovih iz policijske evidencije. Nakon toga skriva svoj automobil, a posuđuje sestrin VolksWagen kako bi se vratio Rachel i Samuel u okrug Lancaster. Nakon njegovog sigurnog dolaska u ruralnu Pennsylvaniju, Book se ruši na pod točno pred farmom Lappovih zbog velikog gubitka krvi.
Dajući im do znanja da bi ga zbog smještanja u bolnicu korumpirani policajci mogli pronaći, za Booka se započinje brinuti kompletna zajednica Amiša. Kako se polako liječi, tako započinje gajiti osjećaje prema Rachel. Susjed obitelj Lapp, Daniel Hochleitner (Alexander Godunov) još uvijek se nada da će on biti taj kojeg će Rachel oženiti pa između njih troje dolazi do konflikta. Kasnije, nakon što Rachelin tast vidi nju i Booka kako plešu na glazbu (što je Amišima inače zabranjeno), upozorava ju da bi mogla biti izgnana iz zajednice. Rachel, s druge strane, ne smatra da je učinila išta krivo.
Za to vrijeme korumpirani policajci pojačavaju svoje napore kako bi pronašli Booka kojem preko telefona dolazi obavijest da je Carter ubijen. U isto vrijeme u gradu, Hochleitnera i ostale Amiše počnu uznemiravati lokalni stanovnici. Prekinuvši staru Amišku tradiciju koja ne dozvoljava nasilje, Book uzvraća lokalcima. Njihovoj zajedničkoj tuči svjedoči nekoliko ljudi koji nakon toga obavijeste policiju nakon čega vijesti dolaze i do Schaeffera.
Kasnije John dolazi do Rachel dok se ona kupa i stoji ispred njega polugola, bez ikakvog srama. Njih dvoje shvaćaju da su zaljubljeni, ali zbog publiciteta kojeg je prouzrokovala tuča, Book shvaća da mora otići. Uzrujana, Rachel skida svoj šešir i njih dvoje potrče jedno drugome u zagrljaj, strastveno se grleći i ljubeći.
McFee, Schaeffer i "Fergie" Ferguson (Angus MacInnes), drugi ubojica sa stanice, dolaze na farmu Lappovih sa sačmaricom i drugim oružjem. Book, nenaoružan i u staji sa Samuelom naredi malom dječaku da potrči do susjeda radi zaštite. Trojica policajaca se razdvajaju i počinju potragu za Bookom. John prevari Fergija u silosu za žito te se on uguši pod tonom zrna. Nakon toga Book uzima njegovu pušku i ubija McFeeja. Izluđeni Schaeffer kao taoce uzima Rachel i Elija koje odvodi van njihove kuće; Eli signalizira Samuelu (koji se u međuvremenu vratio nakon što je čuo pucnjeve) da upotrijebi veliko zvono za upozorenje. Iako Schaeffer na trenutak uspije prisiliti Booka da mu se preda, duga zvonjava od malog Samuela prizove sve Amiše na mjesto događaja. Uz toliko prisutnih svjedoka, jasno je da Schaeffer ne može pobjeći pa se predaje.
Nakon što Schaeffera odvede lokalna policija, Book se priprema za odlazak te podijeli tihi trenutak sa Samuelom i razmijeni dugi, ljubavni pogled s Rachel. Eli se pozdravlja s Bookom govoreći mu da se pripazi (baš kao što je rekao i Rachel na početku filma) te mu daje do znanja da ga je počeo cijeniti kao i ljude svoje vjere. Dok se Book odvozi od farme Lappovih, prođe pokraj Hochleitnera koji se vjerojatno nalazi na putu da zaprosi Rachel te si njih dvojica prijateljski mahnu.

## Glumačka postava
- Harrison Ford kao John Book
- Kelly McGillis kao Rachel Lapp
- Josef Sommer kao Schaeffer
- Lukas Haas kao Samuel Lapp
- Jan Rubes kao Eli Lapp
- Alexander Godunov kao Daniel Hochleitner
- Danny Glover kao McFee
- Brent Jennings kao Carter
- Patti LuPone kao Elaine
- Angus MacInnes kao Fergie
- Frederick Rolf kao Stoltzfus
- Viggo Mortensen kao Moses Hochleitner

## Produkcija
Producent Edward S. Feldman, koji je u to vrijeme surađivao s kompanijom 20th Century Fox, prvi puta je primio scenarij za Svjedoka još 1983. godine. U originalu se film zvao Called Home (što je Amiški termin za smrt), a scenarij je bio dugačak 182 stranice što je ekvivalent trosatnom filmu. Scenarij je nekoliko godina kružio Hollywoodom, a bio je inspiriran epizodom serije Gunsmoke koju su William Kelley i Earl W. Wallace napisali još 70-ih godina prošlog stoljeća.
Feldmanu se sviđao koncept priče, ali je smatrao da scenarij sadržava previše Amiških tradicija koje uništavaju aspekt trilera. Ponudio je Kelleyju i Wallaceu 25 tisuća dolara da preprave scenarij u roku od godine dana te još dodatnih 225 tisuća dolara ako se film zbilja snimi. Njih dvojica su poslali revidirani scenarij za manje od šest tjedana pa ga je Feldman poslao u Fox. Joe Wizan, direktor produkcije studija u to vrijeme, odbio je scenarij uz napomenu da Fox ne snima "ruralne filmove".
Feldman je poslao scenarij agentu Harrisona Forda, Philu Gershu koji je četiri dana kasnije kontaktirao producenta i rekao da je njegov klijent zainteresiran za rad na filmu. Sigran da će glumačka zvijezda promijeniti Wizanovo mišljenje, Feldman ga je ponovno nazvao, ali ga je Wizan ponovno odbio istaknuvši da premda se studiju glumac Ford sviđa, svejedno nisu zainteresiran za rad na "ruralnom filmu".
Feldman je nakon toga poslao scenarij mnogim drugim filmskim studijima, ali svi su ga odbili sve dok Paramount Pictures napokon nije izrazio interes. Feldmanov prvi izbor za redatelja bio je Peter Weir, ali je on u to vrijeme bio zauzet pretprodukcijom filma Obala komaraca pa je odbio projekt. John Badham izjavio je da je to "još jedan policijski film", a i ostali kojima je Feldman prišao su bili ili zauzeti s drugim projektima ili nisu bili zainteresirani. I tada, nakon što je film Obala komaraca upala u financijske probleme, Weir je postao slobodan za režiju Svjedoka te je to postao njegov prvi američki film. Od velike je važnosti bilo da snimanje filma započne odmah, jer je na vidiku već bio veliki štrajk redatelja.
Film je sniman na lokacijama u Philadelphiji te u gradovima u okruzima Intercourse, Lancaster, Strasburg i Parkersburg. Lokalni Amiši pristali su raditi na filmu kao stolari i električari, ali su odbili pojaviti se u filmu pa su većina statista bili Menoniti. Negdje na polovici snimanja, ime filma promijenjeno je iz Called Home u Svjedok na nagovor odjela marketinga Paramounta koji je smatrao da će originalni naslov biti puno teže promovirati. Snimanje je završeno tri dana prije najavljenog štrajka redatelja koji se u konačnici nikad nije dogodio.
Nekoliko puta u filmu se čije dijalekt Nijemaca iz Pennsylvanije, poznatih pod imenom Pennsylvania Dutch. U jednoj sceni tijekom gradnje nove staje, čovjek kaže Johnu Booku: "Du huschd hott gschofft. Sell waar guud!", što znači: "Naporno si radio. To je bilo dobro!" Međutim, tijekom filma likovi Amiša puno češće govore standardni njemački jezik koji je inače rijedak u Amiškim zajednicama, pogotovo u Pennsylvaniji. 

## Distribucija

### Kritike
Film Svjedok uglavnom je dobio pozitivne ocjene kritičara, a zaradio je i osam nominacija za prestižnu filmsku nagradu Oscar (uključujući Weirovu prvu za najbolju režiju te Fordovu do danas jedinu za glumu).
Roger Ebert iz Chicago Sun-Timesa dao je filmu maksimalne četiri zvjezdice i nazvao ga "prvenstveno filmom elektrizirajuće i britke ljubavne priče. Nakon toga to je film o izborima koje tijekom života radimo te o izborima koje drugi ljudi rade za nas. Tek tada to je triler - i to onakav na kakvog bi i sam Alfred Hitchcock bio ponosan." Također je istaknuo: "U posljednje vrijeme gledamo toliko blijedih, beskrvnih malih filmova - od kojih je većina eksploracija već viđenih tinejdžerskih tema o ambicioznim mladim stilistima bez ijedne suvisle misli u glavi - pa Svjedok dolazi baš potpun novog, svježeg dana. To je film o odraslima čiji životi imaju dostojanstvo i čiji su im izbori važni. A također je to i vraški dobar triler."
Vincent Canby iz New York Timesa napisao je o filmu: "Nije baš grozan, ali nije niti pretjerano zabavan. Lijep je za gledanje i sadržava nekoliko odličnih glumačkih izvedbi, ali postoji nešto iscrpljujuće u njegovom balansiranju suprotstavljenih manira i vrijednosti... I možda bi i mogli mariti za sve to da je režija talentiranog australskog redatelja Petera Weira malo manje površna te da se scenarij ne čini toliko suviše poznatim. Gledajući Svjedoka kao da šetamo starim poznatim susjedstvom kroz kojeg nas vodi outsider koji odbija vjerovati da mi već znamo taj kvart bolje od njega. Ne postoji lik, događaj ili zaplet u radnji kojeg ne možemo predvidjeti puno prije nego što se isti dogode što je ekvivalent čekanju ljudi koji uvijek kasne."
Magazin Variety napisao je da je film "na trenutke nježna, utjecajna priča o ljubavnicima koji su ograničeni fascinantnom Amiškom zajednicom. Međutim, prečesto se ova lomljiva romansa prekida beznačajnim potjerama i pucnjevima u prazno."
Film Svjedok prikazan je van službene konkurencije na filmskom festivalu u Cannesu 1985. godine.

### Kontroverze
Premda je film dobro prošao na box-officeu, nije bio dobro primljen od strane Amiških zajednica gdje je sniman. U službenoj izjavi koju je poslala odvjetnička firma povezana s Amišima istaknuto je da portret Amiša u filmu nije točan. Nacionalni odbor Amiške zajednice pozvao je na bojkot filma ubrzo nakon početka njegove kino distribucije izražavajući strah da će zbog popularnosti filma njihove zajednice "preplaviti turisti" te zbog zabrinutosti da će se "napućivanje, lov, fotografiranje i ometanje posjeda na farmama Amiša još više povećati". Nakon što je film završen, tadašnji guverner države Pennsylvania Dick Thronburgh pristao je da u budućnosti neće promovirati Amiške zajednice kao mjesto radnje filmova.
Postoje satirične reference na film Svjedok u epizodi šeste sezone serije Treći kamenčić od Sunca.
Humoristična policijska serija Sledge Hammer iz 80-ih godina prošlog stoljeća sadražava epizodu Witless koja sadržava mnoge aspekte filma.

### Box-office rezultat
Film je svoju kino distribuciju započeo 8. veljače 1985. godine u SAD-u u 876 kina i u prvom vikendu zaradio $4.539,990 te zasjeo na drugo mjesto box-office liste odmah iza Policajca s Beverly Hillsa. Sljedeća tri tjedna film će ostati na drugom mjestu, a na prvo će doći tek u petom tjednu prikazivanja. Film je u konačnici u SAD-u zaradio $68.706,993.

## Nominacije i nagrade

### Oscar
Film Svjedok nominiran je u osam kategorija za prestižnu filmsku nagradu Oscar, a osvojio je dvije:
- Najbolji originalni scenarij - Earl W. Wallace, William Kelley i Pamela Wallace
- Najbolja montaža - Thom Noble
- Najbolji film - Edward S. Feldman
- Najbolji redatelj - Peter Weir
- Najbolji glavni glumac - Harrison Ford
- Najbolja kamera - John Seale
- Najbolja scenografija - Stan Jolley i John H. Anderson
- Najbolja originalna glazba - Maurice Jarre

### Zlatni globus
Film Svjedok nominiran je u šest kategorija za filmsku nagradu Zlatni globus, ali nije osvojio niti jednu:
- Najbolji film (drama)
- Najbolji redatelj - Peter Weir
- Najbolji glumac (drama) - Harrison Ford
- Najbolja sporedna glumica - Kelly McGillis
- Najbolji scenarij - William Kelley i Earl W. Wallace
- Najbolja originalna glazba - Maurice Jarre

### BAFTA
Film Svjedok nominiran je u sedam kategorija za britansku nagradu BAFTA, a osvojio je jednu:
- Najbolja originalna glazba - Maurice Jarre
- Najbolji film - Edward S. Feldman i Peter Weir
- Najbolji glumac - Harrison Ford
- Najbolja glumica - Kelly McGillis
- Najbolji scenarij - William Kelley i Earl W. Wallace
- Najbolja kamera - John Seale
- Najbolja montaža - Thom Noble

## Vanjske poveznice
- Svjedok u internetskoj bazi filmova IMDb-a
- Svjedok na Rotten Tomatoes